# Anisacantha
Anisacantha is een geslacht van Phasmatodea uit de familie Anisacanthidae. De wetenschappelijke naam van dit geslacht is voor het eerst geldig gepubliceerd in 1906 door Redtenbacher.

## Soorten
Het geslacht Anisacantha is monotypisch en omvat slechts de volgende soort:
- Anisacantha difformis Redtenbacher, 1906